# Druga nogometna liga NR Slovenije 1948./49.
Druga nogometna liga NR Slovenije je bila liga četvrtog stupnja nogometnog prvenstva Jugoslavije u sezoni 1948./49.

## Ljestvica
| mj.    | klub                | ut. | pob. | ner. | por. | gol+ | gol- | bod |
| ------ | ------------------- | --- | ---- | ---- | ---- | ---- | ---- | --- |
| 1.     | Gorica              | 14  | 11   | 1    | 2    | 45   | 18   | 23  |
| 2.     | Jadran Ljubljana    | 14  | 11   | 0    | 3    | 36   | 12   | 22  |
| 3.     | Proletarec Zagorje  | 14  | 8    | 1    | 5    | 35   | 25   | 17  |
| 4.     | Gregorčič Jesenice  | 14  | 7    | 1    | 6    | 35   | 31   | 15  |
| 5.     | Železničar Postojna | 14  | 7    | 0    | 7    | 39   | 44   | 14  |
| 6.     | Tekstilec Tržič     | 14  | 6    | 0    | 8    | 39   | 39   | 12  |
| 7.     | Ločan Škofja Loka   | 14  | 4    | 1    | 9    | 28   | 47   | 9   |
| 8.     | Predilec Litija     | 14  | 0    | 0    | 14   | 2    | 43   | 0   |
|        |                     |     |      |      |      |      |      |     |
| Izvori |                     |     |      |      |      |      |      |     |

- Viši rang:
  - Gorica i Jadran Ljubljana plasirao se izravno u Slovensku republičku ligu
  - Ekipe od 3. do 7. mjesta igraju kvalifikacije za Slovensku republičku ligu
- Napomena:
  - Na kraju sezone Gorica je promijenila ime u Željezničar (Gorica), a Jadran u Krim (Ljubljana).

### Rezultati
1.  dio:

5. 9. 1948.  Tržič – Predilec 7:2; Ločan – Krim 1:0

26. 9. 1948.  Krim – Predilec 3:2; Gregorčič – Ločan 6:3; Gorica – Tekstilec 3:2; Postojna – Proletarec 2:1

3. 10. 1948.  Gregorčič – Postojna 6:2; Gorica – Krim 2:0 ; Proletarec – Tekstilec 6:2

10. 10. 1948.  Krim – Proletarec 1:0; Gregorčič – Tržič 3:3

17. 10. 1948.  Ločan – Gorica 1:0; Postojna – Tržič 4:2: Gregorčič – Krim 3:1

24. 10. 1948.  Rudar – Tekstilec 4:1; Kladivar – Gorica 0:2; Železničar (Lj) – Tekstilec 2:0; Krim – Postojna 5:0; Proletarec – Polet 0:4

7. 11. 1948.  Gorica – Proleter 5:1

14. 11. 1948.  Gorica – Postojna 3:1; Udarnik – Proletarec 3:1

2.  dio:

27. 3. 1949.  Železničar (Po) – Predilec 4:2; Gorica – Gregorčič 2:1; Ločan – Proletarec 1:4; Krim – Tekstilec ?:?

3. 4. 1949.  Krim – Ločan 5:0; Gregorčič – Proletarec 1:1; Gorica – Železničar (Po) 4:2

17. 4. 1949.  Železničar (Po) – Gregorčič 4:1; Krim – Gorica 3:2; Proletarec – Tekstilec 4:2; Ločan – Predilec 3:0 pf

24. 4. 1949.  Gregorčič – Tekstilec 5:4; Ločan – Železničar (Po) 5:3; Jadran – Proletarec 4:1; Gorica – Predilec 3:0 pf

8. 5. 1949.  Železničar (Po) – Tekstilec 6:5; Proletarec – Predilec 3:0 pf; Gorica – Ločan 8:1

15. 5. 1949.  Jadran – Železničar (Po) 3:0; Proletarec – Gorica 3:0; Ločan – Tekstilec nema rezultata; Gregorčič – Predilec 3:0 pf

22. 5. 1949.  Jadran – Gregorčič 3:0

## Kvalifikacije za ulazak u Slovensku ligu
| mj.    | klub                | ut.                    | pob.                   | ner.                   | por.                   | gol+                   | gol-                   | bod                    |
| ------ | ------------------- | ---------------------- | ---------------------- | ---------------------- | ---------------------- | ---------------------- | ---------------------- | ---------------------- |
| 1.     | Proletarec Zagorje  | 16                     | 11                     | 4                      | 1                      | 48                     | 18                     | 26                     |
| 2.     | Miličnik Ljubljana  | 16                     | 12                     | 0                      | 4                      | 70                     | 19                     | 24                     |
| 3.     | Gregorčič Jesenice  | 16                     | 10                     | 2                      | 4                      | 46                     | 26                     | 22                     |
| 4.     | Drava Ptuj          | 16                     | 10                     | 2                      | 4                      | 35                     | 21                     | 22                     |
| 5.     | Bratstvo Hrastnik   | 16                     | 7                      | 3                      | 6                      | 55                     | 43                     | 17                     |
| 6.     | Branik Solkan       | 16                     | 6                      | 1                      | 9                      | 40                     | 31                     | 13                     |
| 7.     | Tekstilec Tržič     | 16                     | 5                      | 1                      | 10                     | 26                     | 51                     | 11                     |
| 8.     | Prešeren Radovljica | 16                     | 3                      | 1                      | 12                     | 15                     | 62                     | 7                      |
| 9.     | Ločan Škofja Loka   | 16                     | 1                      | 0                      | 15                     | 16                     | 60                     | 2                      |
|        | Postojna            | Odustali od natjecanja | Odustali od natjecanja | Odustali od natjecanja | Odustali od natjecanja | Odustali od natjecanja | Odustali od natjecanja | Odustali od natjecanja |
|        | Volga               | Odustali od natjecanja | Odustali od natjecanja | Odustali od natjecanja | Odustali od natjecanja | Odustali od natjecanja | Odustali od natjecanja | Odustali od natjecanja |
|        |                     |                        |                        |                        |                        |                        |                        |                        |
| Izvori |                     |                        |                        |                        |                        |                        |                        |                        |

- Viši rang:
  - Ekipe od 1. do 4. mjesta igraju kvalifikacije za Slovensku republičku ligu

### Rezultati
17. 7.
- Drava – Tekstilec 4:1
- Volga – Postojna 1:1
- Bratstvo – Prešeren 7:1

24. 7.
- Postojna – Bratstvo 4:2
- Tekstilec – Miličnik 1:2
- Drava – Ločan 5:4

31. 7.
- Drava – Proletarec 1:1
- Miličnik – Ločan 4:1
- Volga – Tekstilec 4:2
- Bratstvo – Gregorčič 3:2
- Prešeren – Postojna 4:1

7. 8.
- Gregorčič – Prešeren  3:0 pf
- Tekstilec – Bratstvo 6:1
- Ločan – Branik 5:2

14. 8.
- Drava – Branik 1:0
- Gregorčič – Postojna  10:1
- Bratstvo – Ločan 4:0
- Tekstilec – Prešeren 1:0

21. 8.
- Drava – Bratstvo 1:1
- Proletarec – Gregorčič 3:3
- Postojna – Tekstilec 3:0
- Ločan – Prešeren 5:0

28. 8.
- Proletarec – Branik 4:3
- Miličnik – Bratstvo 4:2
- Drava – Prešeren 2:0
- Ločan – Postojna 3:0
- Gregforčič – Tekstilec 4:1

4. 9.
- Proletarec – Tekstilec 7:0

11. 9.
- Bratstvo – Proletarec  5:5

18. 9.
- Miličnik – Prešeren 12:1
- Branik – Bratstvo 3:3

25. 9.
- Gregorčič – Drava 2:1
- Tekstilec – Ločan 3:2

2. 10.
- Proletarec – Ločan 3:0

16. 10.
- Drava – Miličnik 2:1

23. 10.
- Miličnik – Drava 4:1
- Branik – Tekstilec 3:1
- Gregorčič – Bratstvo 5:1

30. 10.
- Gregorčič – Prešeren  6:0
- Bratstvo – Tekstilec 11:0
- Branik – Ločan 4:0
- Miličnik – Drava 3:1

6. 11.
- Drava – Branik 4:0
- Proletarec – Miličnik 2:1

13. 11.
- Gregorčič – Proletarec 1:1
- Prešeren – Ločan 3:2
- Bratstvo – Drava 4:2

19. 11.
- Miličnik – Bratstvo 4:1
- Tekstilec – Gregorčič  2:1
- Drava – Prešeren  3:0 pf

27. 11.
- Proletarec – Tekstilec      3:2
- Miličnik – Prešeren 9:0
- Bratstvo – Branik 7:3

4. 12.
- Proletarec – Bratstvo  3:0
- Drava – Gregorčič 3:0 pf

18. 12.
- Miličnik – Ločan 11:0
- Proletarec – Miličnik 0:2

## Unutrašnje poveznice
- Prva nogometna liga NR Slovenije 1948./49.